# Uwe Schott
Uwe Schott (* 1966 in Düsseldorf) ist ein deutscher Filmproduzent.

## Leben und Wirken
Seit Mitte der 1990er Jahre arbeitet Uwe Schott als Produzent fürs Kino und Fernsehen. Zu seinen Arbeiten gehören deutsche als auch internationale Fernseh- und Kinofilme, wie z. B. Im Sog des Bösen, Hart aber herzlich: Operation Jennifer, Mission: Possible – Diese Kids sind nicht zu fassen! oder Lulu und Jimi.
Mit seiner gemeinsam mit Gabriela Sperl gegründeten Firma Sperl + Schott Film realisierte Uwe Schott zwischen 2007 und 2010 Kinofilme wie Die zweite Frau von Hans Steinbichler und Fernsehspiele wie Nikolai Müllerschöns Aber jetzt erst recht.
Nachdem er in Zusammenarbeit mit der Filmproduktionsfirma X-Filme Creative Pool Oskar Roehlers Kinofilm Lulu und Jimi produziert hatte, trat Uwe Schott im Herbst 2009 in die Geschäftsführung von X Filme ein. Anfang 2010 übernahm er dort den Vorsitz der Geschäftsführung.

## Filmografie (Auswahl)
- 1994: Affären
- 1995: Im Sog des Bösen
- 1996: Hart to Hart: Till Death Do Us Hart (Hart aber herzlich: Operation Jennifer, Fernsehfilm)
- 1999: Ukulele Blues
- 1998–2004: Die Verbrechen des Professor Capellari (Fernsehserie, siebzehn Folgen)
- 1999: Morgen gehört der Himmel dir (Fernsehfilm)
- 2001: Venus and Mars
- 2002: Liebe und Verrat (Fernsehfilm)
- 2004: Mission: Possible – Diese Kids sind nicht zu fassen! (Catch That Kid)
- 2004: Cowgirl
- 2008: Küss mich, wenn es Liebe ist (Fernsehfilm)
- 2008: Die zweite Frau
- 2009: Lulu und Jimi
- 2009: Die Freundin der Tochter (Fernsehfilm)
- 2010: In aller Stille (Fernsehfilm)
- 2010: Aber jetzt erst recht (Fernsehfilm)
- 2011: Salto Vitale (Fernsehfilm)
- 2011: Einer wie Bruno
- 2011: 4 Tage im Mai
- 2013: Quellen des Lebens
- 2015: Tod den Hippies!! Es lebe der Punk
- 2016: Ein Hologramm für den König (A Hologram for the King)
- 2016: Frantz
- 2016: Brimstone
- 2017: Sommerfest
- seit 2017: Babylon Berlin (Fernsehserie)
- 2020: Isi & Ossi
- 2020: Die Känguru-Chroniken
- 2020: Enfant Terrible
- 2022: Die Känguru-Verschwörung
- 2023: Schnee (Fernsehserie)
- 2025: Das Licht

## Auszeichnungen
- 2001: Murnau-Kurzfilmpreis für Ukulele Blues[2]